# Лаура Джугелія
Лаура Джугелія — (нар.18 червня, 1985 Сухумі, Абхазія) — журналістка, світська левиця та співзасновник «FAMETIME TV».